# الرحيبة (ردفان)

تعديل مصدري - تعديل

الرحيبة هي إحدى قرى عزلة الحبيلين بمديرية ردفان التابعة لمحافظة لحج، بلغ تعداد سكانها 222 نسمة حسب تعداد اليمن لعام 2004.